# Ophiura nitida
Ophiura nitida är en ormstjärneart som beskrevs av Ole Theodor Jensen Mortensen 1933. Ophiura nitida ingår i släktet Ophiura och familjen fransormstjärnor. Inga underarter finns listade i Catalogue of Life.